# 條紋胸鮡
條紋胸鮡（学名：Glyptothorax striatus），為輻鰭魚綱鯰形目鮡科的其中一種熱帶淡水魚類，其种加词“striatus”意为“有条纹的”。分布於亞洲印度布拉馬普特拉河及Surma-Meghna河流域，棲息在底層水域，生活習性不明。